# Dyfuzja własna
Dyfuzja własna (samodyfuzja) – proces polegający na dyfuzji atomów danego pierwiastka w materiale zbudowanym z tego samego pierwiastka. Dyfuzja własna jest podstawowym procesem dyfuzyjnym odbywającym się w ciałach stałych.

## Ogólne informacje
Badanie tego procesu odbywa się poprzez wprowadzenie do przygotowanej próbki pierwiastka {\displaystyle A} innego izotopu {\displaystyle A^{*}} (stabilnego lub promieniotwórczego). Atomy {\displaystyle A^{*}} odgrywają rolę wskaźników dyfuzji. Wskaźnik jest identyczny chemicznie względem atomów pierwiastka {\displaystyle A,} różni się tylko masą (spowodowane to jest inną liczbą neutronów w izotopie). Entalpia aktywacji {\displaystyle \Delta H}/energia aktywacji {\displaystyle Q} i współczynnik korelacji bardzo słabo zależą od masy, dlatego na ich podstawie można wnioskować o dominującym mechanizmie dyfuzji w danym ciele.
Współczynnik dyfuzji wskaźnika oznacza się jako {\displaystyle D^{*}} i można zapisać dla niego poniższą relację Arrheniusa:
{\displaystyle D^{*}=D_{0}\exp \left(-{\frac {\Delta H}{k_{B}T}}\right)}
lub
{\displaystyle D^{*}=D_{0}\exp \left(-{\frac {Q}{k_{B}T}}\right),}
gdzie:
{\displaystyle D_{0}} – przedeksponencjalny współczynnik dyfuzji [m²/s],
{\displaystyle \Delta H/Q} – entalpia aktywacji/energia aktywacji dyfuzji [J],
{\displaystyle k_{B}} – stała Boltzmanna [J/K],
{\displaystyle T} – temperatura bezwzględna [K].
Obecnie uważa się, że dyfuzja własna we wszystkich metalach odbywa się mechanizmem wakancyjnym. To twierdzenie poparte jest licznymi dowodami doświadczalnymi:
- Efekt Kirkendalla ujawnił, że współczynniki dyfuzji składników substytucyjnego stopu metalicznego są różne w zależności od rozmiaru atomu danego pierwiastka. Jedynie założenie o istnieniu wakancji tłumaczy zarówno dyfuzję własną, jak i powyższy efekt.
- Wakancje są dominującym defektem sieci krystalicznej metalu znajdującego się w równowadze termodynamicznej.
- Badania przy pomocy izotopów danych pierwiastków oraz pomiar współczynnika korelacji zgadza się z teoretycznymi wyliczeniami i wskazuje na występowanie wakancyjnego mechanizmu dyfuzji[1].

## Zależność temperaturowa od współczynnika dyfuzji własnej
Zależność temperaturowa od współczynnika dyfuzji własnej, matematycznie niczym się nie różni od ogólnej relacji Arrheniusa dla procesów dyfuzyjnych wyznaczonych przez Ficka (1829–1901). Wyraża się ona poniższym wzorem:
{\displaystyle D=D_{0}\exp \left(-{\frac {Q}{k_{B}T}}\right),}
gdzie:
{\displaystyle D_{0}} – przedeksponencjalny współczynnik dyfuzji [m²/s],
{\displaystyle Q} – energia aktywacji dyfuzji [J],
{\displaystyle k_{B}} – stała Boltzmanna [J/K],
{\displaystyle T} – temperatura bezwzględna [K].
W przypadku dyfuzji własnej atomy dyfundujące niczym się nie różnią od atomów sieci krystalicznej rozpuszczalnika. Dlatego rozbudowaną wersję zależności temperaturowej współczynnika dyfuzji własnej można przedstawić jako:
{\displaystyle D=f\cdot g\cdot a^{2}\cdot \nu ^{0}\cdot \exp \left({\frac {S^{M}+S^{F}}{k_{B}}}\right)\cdot \exp \left(-{\frac {H^{M}+H^{F}}{k_{B}\cdot T}}\right),}
gdzie:
{\displaystyle f} – współczynnik korelacji,
{\displaystyle g} – czynnik geometryczny (zależy od typu struktury),
{\displaystyle a} – parametr sieci [m],
{\displaystyle \nu ^{0}} – częstotliwość prób przeskoku atomu (częstotliwość Debye’a) [1/s],
{\displaystyle S^{M}} – entropia migracji atomów [J/K],
{\displaystyle S^{F}} – entropia tworzenia się wakancji [J/K],
{\displaystyle k_{B}} – stała Boltzmanna [J/K],
{\displaystyle H^{M}} – entalpia migracji atomów [J],
{\displaystyle H^{F}} – entalpia migracji wakancji [J].